# Luise Kummer
Pour les articles homonymes, voir Kummer.
Luise Kummer, née le 29 juin 1993 à Iéna, est une biathlète allemande. 

## Carrière
Membre du club SV Eintracht Frankenhain, elle entre dans l'équipe nationale junior en 2012, après avoir participé au Festival olympique de la jeunesse européenne en 2011.
Aux Championnats du monde junior 2014 à Presque Isle, elle remporte trois médailles, l'argent en poursuite, l'or en individuel et en relais.
Pour ses débuts en Coupe du monde qui ont lieu à Holmenkollen en mars 2014, elle prend la 82e place du sprint. Lors de la première étape de la saison 2014-2015 disputée à Östersund, après une bonen performance à Beitostølen en IBU Cup, elle se classe 18e de l'individuel. Elle remporte le premier de ses deux succès en relais la semaine suivante à Hochfilzen, avec comme coéquipières Vanessa Hinz, Franziska Hildebrand et Franziska Preuss, puis le deuxième à Antholz en février 2015. Elle réalise sa meilleure performance individuelle en mars 2015 à Khanty-Mansiïsk, où elle se classe huitième du sprint, son seul top 10 en Coupe du monde. En 2015, elle reçoit aussi son unique sélection pour des championnats du monde à Kontiolahti.
En février 2016, deux semaines après avoir disputé sa dernière étape en Coupe du monde et un podium obtenu avec le relais à Presque Isle, elle devient championne d'Europe de la mass start à Tioumen.

Elle poursuit sa carrière de 2016 à 2019, mais ne parvient plus à être sélectionnée en équipe première d'Allemagne. Elle dispute donc trois saisons sur le circuit de l'IBU Cup, se classant notamment 6e du général en 2018.
Elle prend sa retraite sportive en 2019.

## Palmarès

### Championnats du monde
| Mondiaux \ Épreuve | Individuel | Sprint | Poursuite | Départ en masse | Relais | Relais mixte |
| 2015 Kontiolahti   | 25e        | —      | —         | —               | —      | 6e           |

Légende :
- — : n'a pas participé à cette épreuve

### Coupe du monde
- Meilleur classement général : 34e en 2015.
- Meilleur résultat individuel : 8e.
- 3 podiums en relais : 2 victoires et 1 troisième place.

#### Classements en Coupe du monde
| Saison    | Classement général final | Individuel | Sprint | Poursuite | Mass start |
| 2013-2014 | nc                       |            | nc     |           |            |
| 2014-2015 | 33e                      | 26e        | 28e    | 35e       | 48e        |
| 2015-2016 | 60e                      |            | 49e    | 78e       | 37e        |

### Championnats d'Europe
- Médaille d'or de la mass start en 2016.
- Médaille d'argent du relais simple mixte en 2016.

### Championnats du monde junior
- Médaille d'or de l'individuel et du relais en 2014.
- Médaille d'argent de la poursuite en 2014.

### Championnats d'Allemagne
- Vainqueur sur la mass start en 2015.